# Luftfartygsregistret
Luftfartygsregistret kallas det luftfartygsregister som gäller för civila luftfartyg registrerade i Sverige, motsvarande vägtrafikregistret för landfordon. Transportstyrelsen är den myndighet som ansvarar för registret.

## Registrets innehåll
Enligt Förordning om luftfartygsregistret m.m.   skall luftfartygsregistret för varje registrerat luftfartyg innehålla uppgifter om följande.
- Beträffande luftfartyget

a) nationalitets- och registreringsbeteckning
b) tillverkare, tillverkningsort, tillverkningsår, tillverkningsnummer och typbeteckning
c) klass
d) omfattningen av gällande luftvärdighetsbevis och miljövärdighetsbevis
e) om luftfartyget har avregistrerats, anledningen till att så har skett
f) om luftfartyget tidigare har varit registrerat i en annan stat, denna registrering
- Ägarens namn, nationalitet och adress samt arten av hans förvärv

- Dagen för

a) registrering
b) anteckning om att luftfartyget har bytt ägare
c) avregistrering
d) anteckning enligt 7, 8 eller 9§ (i Förordning om luftfartsregistret m.m.)
- Förekomsten av inteckningar

Andra staters register har likartade innehåll. Artikeln Luftfartygsregister berör främst andra staters nationalitets- och registreringsbeteckningar.
Om man känner registreringsbeteckningen för ett svenskt civilt luftfartyg kan begränsad information om luftfartyget fås genom att gå in på denna sida och skriva in beteckningen.

## Nationalitets- och registreringsmärkningens placering och utformning
Kraven på nationalitets- och registreringsmärkningens placering och utformning på ett svenskt civilt luftfartyg framgår av Bestämmelser för civil luftfart, BCL-M1.3 .

## Registerkoder för olika serier
- koder med första bokstaven A, B, C, E, F, G, I, K, L och M är reserverade för propellerflygplan
- koder med första bokstaven D och R är reserverade för jetflygplan
- koder med första bokstaven H och J är reserverade för helikoptrar
- koder med första bokstaven S, T och U är reserverade för segelflygplan
- koder med första bokstaven X är reserverade för i huvudsak amatörbyggda flygplan
- koder med första bokstaven V och Y är reserverade för ultralätta flygplan
- koder med första bokstaven Z är reserverade för luftballonger

Utöver dessa indelningar har dessutom några delserier tilldelats. Polisens helikoptrar har med endast några få undantag haft registreringar på SE-HP... Kartverkets två första flygplantyper var alla registrerade med början på SE-KA...
Första helikoptern i Sverige blev först registrerad SE-AZT innan SE-H... reserverades för helikoptrar. Den blev senare omregistrerad till SE-HAA. De två första civila jetflygplanen fick registreringarna SE-CAS och SE-CAT innan SE-D... infördes. Dessa två blev aldrig omregistrerade.

## Bakgrund till nationalitets- och registreringsbeteckningen
Före och under första världskriget förekom inga flygplan märkta med myndighetsregisterkod. Det förekom att några flygplan var märkta med en svensk flagga på fenan och bokstaven S på kropp och vingar. Thulins flygskola i Landskrona märkte sina skolflygplan med ett T målat på undersidan av vingarna och ett löpande nummer från A.1 till A.14 på sidrodret.
De svenska myndigheterna vaknade till liv i maj 1919 med kungörelsen om att ett svenskägt flygplan inte fick användas förrän det var besiktigat och godkänt av en av chefen för fortifikationen förordnad besiktningsman.
De första besiktningarna utfördes i juni 1919 av professorn vid Tekniska Högskolan i Stockholm, Anders Rosborg. Han delade in flygplanen i privatägda flygplan som gavs beteckningarna S-AAA till S-AAR och trafikflygplan som gavs beteckningarna S-IAA till S-IAK. Många flygplan fortsatte under en övergångsperiod att flyga med tidigare utländska beteckningar eller bara med bokstaven S målad på olika ställen på flygplanet.
Under 1922 utfärdade Kungl Maj:t förordningen för luftfart, där luftfartsmyndigheten (senare kallad luftfartsstyrelsen) skulle föra ett luftfartygsregister och följa Parisbeslutet från 1919. Den 28 mars 1923 inregistrerades Luleälvens Kraftverksbyggens flygplan Avro 504 som första flygplan i det nya registret med beteckningen S-AAAA. Tidigare registrerade flygplan överfördes senare till det nya registret. I den första serien bokstäver varierade man den andra bokstaven men i oktober 1924 när man nått till S-AZAA övergick man till att variera den sista bokstaven. Systemet var i bruk fram till i november 1928 då man nått fram till beteckningen S-AABW.
I mars 1929 registrerades det första flygplanet enligt ICAN:s nya treställiga bokstavskombination. Först blev AB Flygindustris Junkers K 30 som gavs beteckningen SE-ACA. För flygplan registrerade under det tidigare systemet slopade man helt enkelt den första bokstaven i den fyrställiga koden, och ett E infördes i nationskoden. Det är det registersystem som fortfarande gäller idag. Normalt tilldelas bokstavsbeteckningarna i kronologisk ordning men några personer eller företag har lyckats få specialregistreringar som faller utanför den kronologiska ordningen. När en registrering en gång är reserverad för en luftfartygsindivid används denna beteckning inte för någon annan individ; här har dock några undantag gjorts bland annat för Stockholmstidningens reportageflygplan Viking I och Viking II, som båda haft beteckningen SE-FYR. Vissa bokstavskombinationer används inte av radiotekniska orsaker; trots detta fick ett flygplan koden SE-EOS som ger det förkortade radioanropsnamnet SOS. Man har undvikit att använda bokstaven J eftersom den lätt kan förväxlas med I.
Utöver SE-registreringen som nationalitetsbeteckning kan en sifferkod användas för flygplan som bara vistas en kort period i landet eller för provflygplan som flyger på utprovningstillstånd. Dessa flygplan får inte användas vid utrikes flygning utan särskilt tillstånd från varje enskilt land.